# 俞士悅
俞士悦（1387年—1468年），字仕朝，直隸蘇州府長洲縣人，明朝政治人物，官至刑部尚書。

## 生平
永樂十三年（1415年）乙未科進士，授監察御史，改湖廣按察使司副使，升浙江布政使司參政。
正統十四年（1449年），率眾抵禦瓦剌也先大兵有功，升河南右布政使。三天即改大理寺卿。京師保衛戰時，任右都御史，留守京師，協助都督卫颖守衛德勝門、安定門。期間俞士悦晝夜策劃，身不卸甲。獲勝后，升任刑部尚書，進太子太保。
天順元年（1457年），遣戍遼東。成化初年，赦免歸還，恢復原職。卒年八十。

## 參看
- 明朝七卿年表

| 官衔        | 官衔                       | 官衔      |
| ----------- | -------------------------- | --------- |
| 前任： 金濂 | 明朝刑部尚書 1449年-1457年 | 繼任： 軒 |